# 東水巻駅
東水巻駅（ひがしみずまきえき）は、福岡県遠賀郡水巻町吉田南一丁目にある、九州旅客鉄道（JR九州）筑豊本線（福北ゆたか線）の駅である。駅番号はJC25。

## 歴史

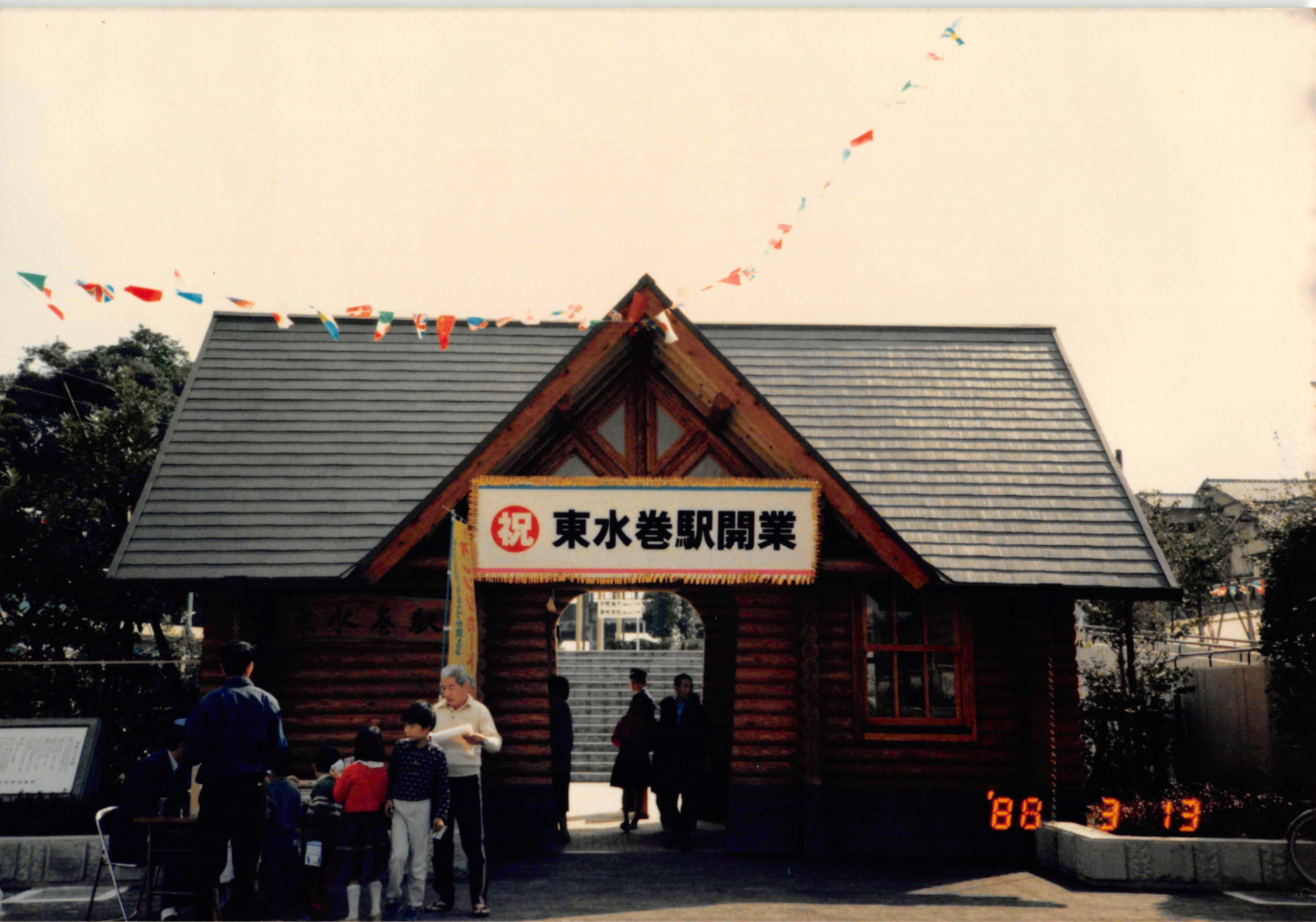
開業日の駅舎（1988年3月13日）

筑豊本線折尾駅 - 中間駅間が複々線だった頃、ここで鹿児島本線直通短絡線の上り線（中間→黒崎方面）と筑豊本線の下り本線（若松方面→中間）を入れ替えていた立体交差の跡に設置された駅である。具体的には、折尾側から筑豊本線上り線、同下り線、短絡線上り線、同下り線の順となっていた配列をここで筑豊本線上り線、短絡線上り線、筑豊本線下り線、短絡線下り線の順に入れ替えていた。外側の2線が大きく開き、その間で筑豊本線下り線が築堤によって上に上がり、その下を短絡線上り線がくぐることで入れ替えていた。輸送量低下によって複々線が廃止された時に内側2線が廃止され、長らく荒地となっていたが、1988年に駅が開設され今に至る。かつて駅付近の筑豊本線東側には日本炭鉱第一高松坑（1966年閉山）。西側には日本炭礦専用鉄道の石炭積込場があった（1965年運行停止 跡地は吉田団地）

### 年表
- 1988年（昭和63年）3月13日：開設[1]。
- 2000年（平成12年）11月30日：自動改札機を設置し、供用開始[5]。
- 2009年（平成21年）3月1日：ICカード「SUGOCA」の利用が可能となる[6]。
- 2015年（平成27年）3月14日：無人駅化[2]。
- 2017年（平成29年）3月4日：若松駅 - 新入駅間（折尾駅除く）の10駅と共に駅遠隔案内システム「ANSWER」を導入[7]。

## 駅構造
島式ホーム1面2線を有する地上駅。複々線から複線に線路が撤去された跡地に設置されたホームは、三角形状である。駅本屋はその三角形のホーム端の上下線間に設置されていて、トイレ棟も含め日田杉を使ったログハウス風である。
SUGOCAの利用が可能であるが、カード販売は行わずチャージのみ取扱う。

### のりば
| のりば | 路線         | 方向 | 行先           |
| ------ | ------------ | ---- | -------------- |
| 1      | 福北ゆたか線 | 下り | 鞍手・直方方面 |
| 2      | 福北ゆたか線 | 上り | 折尾・若松方面 |

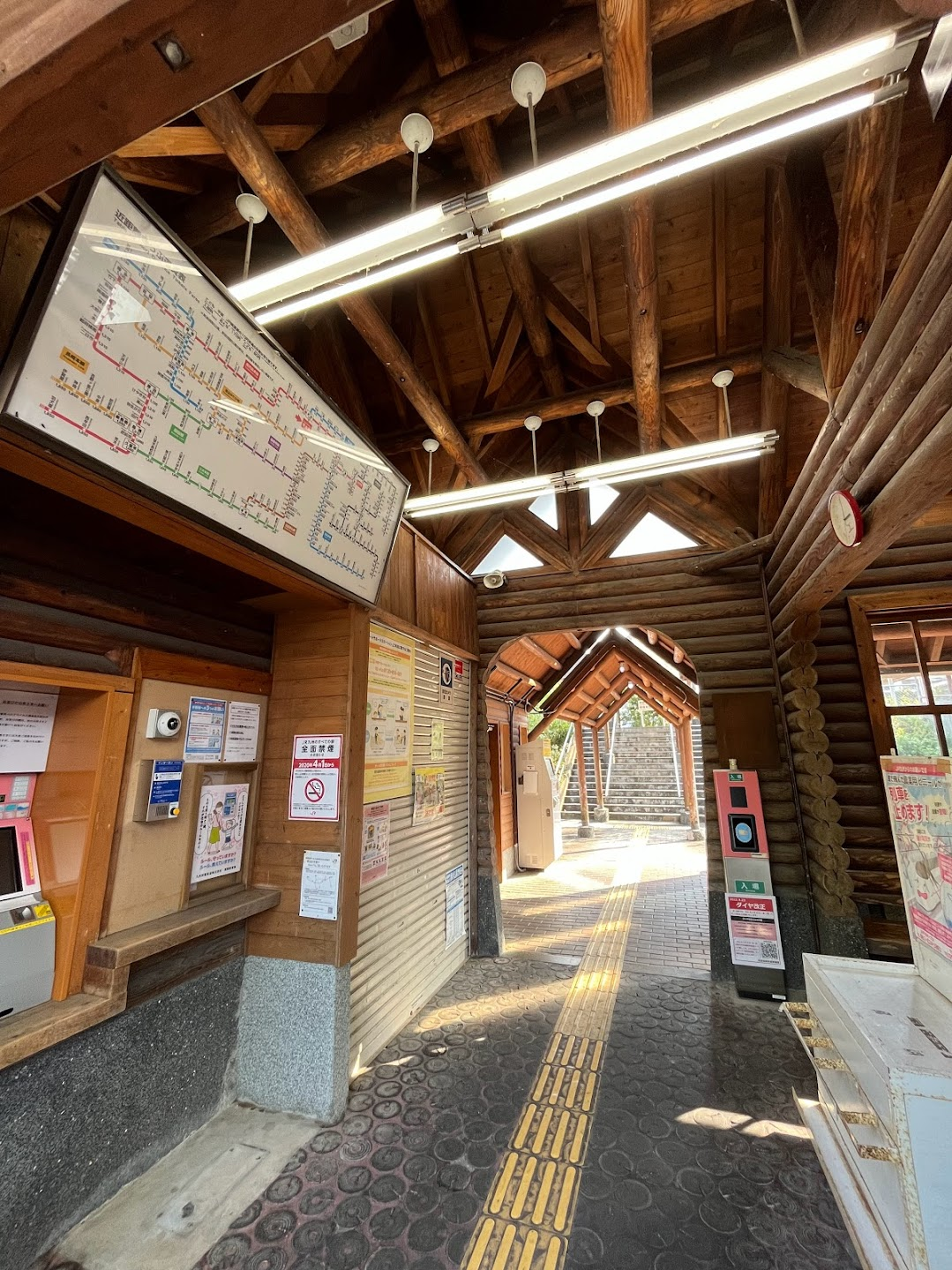
改札前（2022年11月）
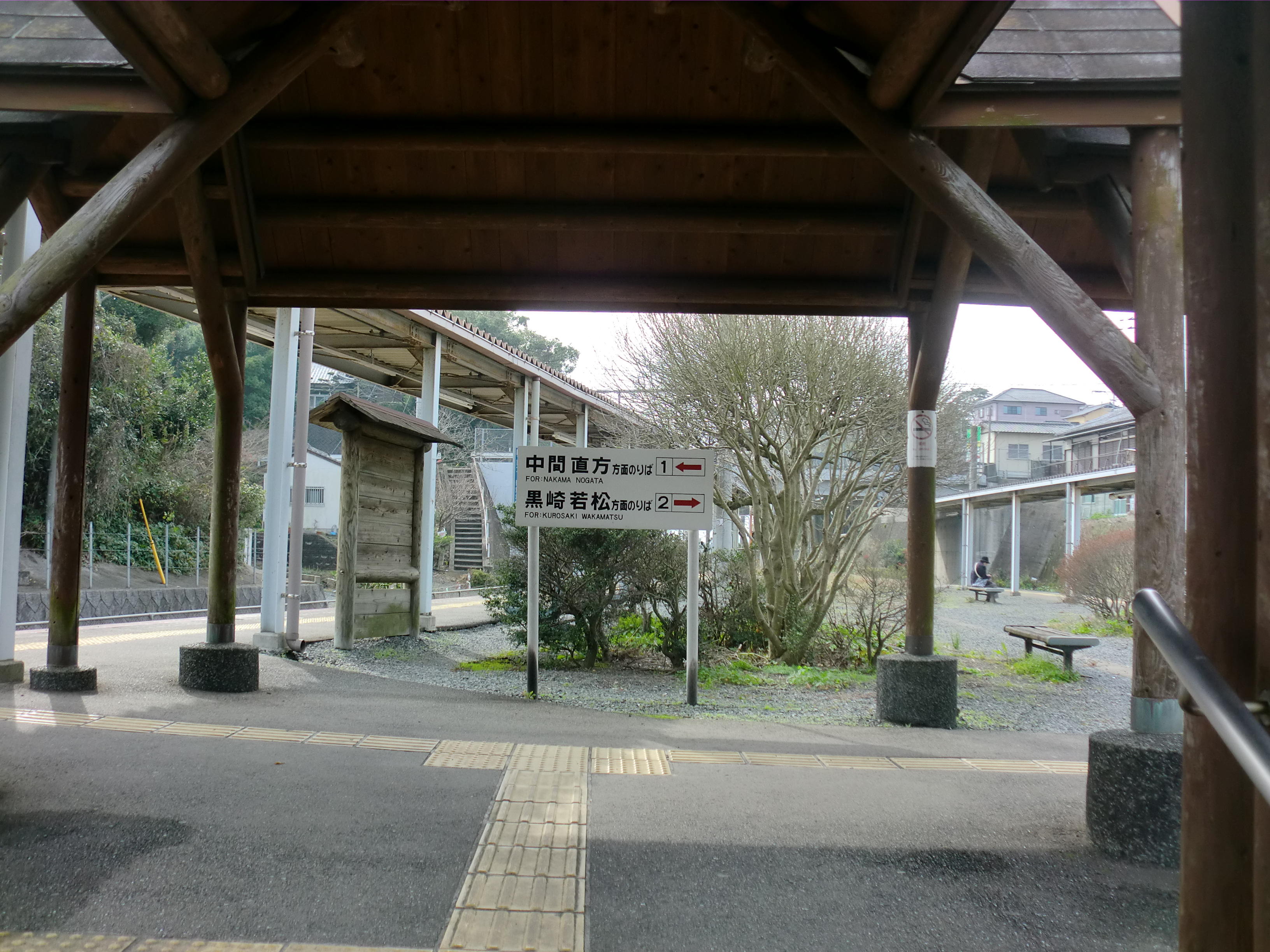
三角形のホーム（2016年2月）
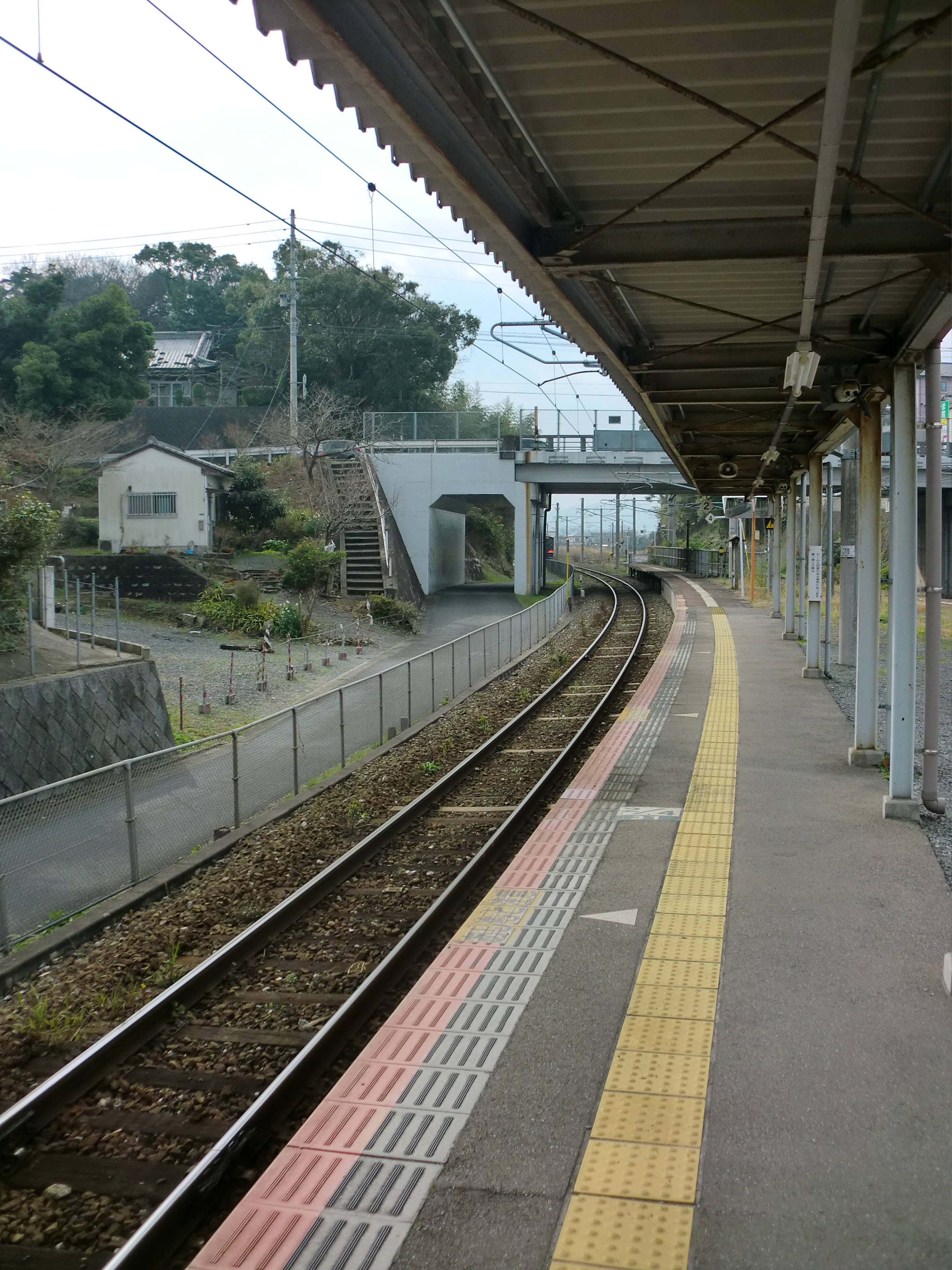
ホーム（2016年1月）

## 利用状況
2020年度の1日平均乗車人員は324人である。
| 年度   | 1日平均 乗車人員 |
| ------ | ---------------- |
| 1988年 | 592              |
| 1989年 | 770              |
| 1990年 | 850              |
| 1991年 | 858              |
| 1992年 | 918              |
| 1993年 | 916              |
| 1994年 | 940              |
|        |                  |
| 2007年 | 527              |
| 2008年 | 520              |
| 2009年 | 504              |
| 2010年 | 484              |
| 2011年 | 490              |
| 2012年 | 505              |
| 2013年 | 505              |
| 2014年 | 450              |
| 2015年 | 460              |
| 2016年 | 450              |
| 2017年 | 428              |
| 2018年 | 415              |
| 2019年 | 408              |
| 2020年 | 324              |

- 1988-1994年は『水巻町誌 増補』2001年、344頁

## 駅周辺
- 福岡県道203号中間水巻線
- コスモス薬品ドラッグストアコスモス吉田南店
- スーパービバホーム東水巻店
- スーパーセンタートライアル東水巻店
- 薬王寺
- 吉田団地
- 水巻共立病院
- 水北第一病院
- 水巻町立水巻南中学校

## 隣の駅
九州旅客鉄道（JR九州）
 福北ゆたか線（筑豊本線）
■快速（下りのみ運転）・■普通
折尾駅（JC26） - 東水巻駅（JC25） - 中間駅（JC24）